# Nowa Huta
Nowa Huta (letteralmente "Nuove acciaierie") è un quartiere industriale di Cracovia, creato negli anni cinquanta, per ampliare la capacità siderurgica della Polonia.

## Storia
Il quartiere nacque per soddisfare la richiesta di Stalin di impiantare, all'interno del territorio dell'alleato russo, un'industria metallurgica di dimensioni consistenti. Il Presidente Bolesław Bierut diede, pertanto, l'avvio al progetto scegliendo come luogo Cracovia.

## La lotta sindacale
Gli abitanti di Nowa Huta e i lavoratori dell'acciaieria furono tra i primi a ribellarsi contro il governo comunista e a combattere per maggiori diritti. Essi difesero la costruzione della famosa chiesa "Arca del Signore” (costruita nell'anno 1977 grazie a Karol Wojtyła) e organizzarono numerose manifestazioni che solitamente finivano in scontri con la polizia. Nowa Huta diventò in questo modo la roccaforte del movimento di Solidarność negli anni '80. Nel 1980 quasi 29.000 dei 38.000 lavoratori delle Acciaierie di Lenin appartenevano al sindacato Solidarność.

## Architettura

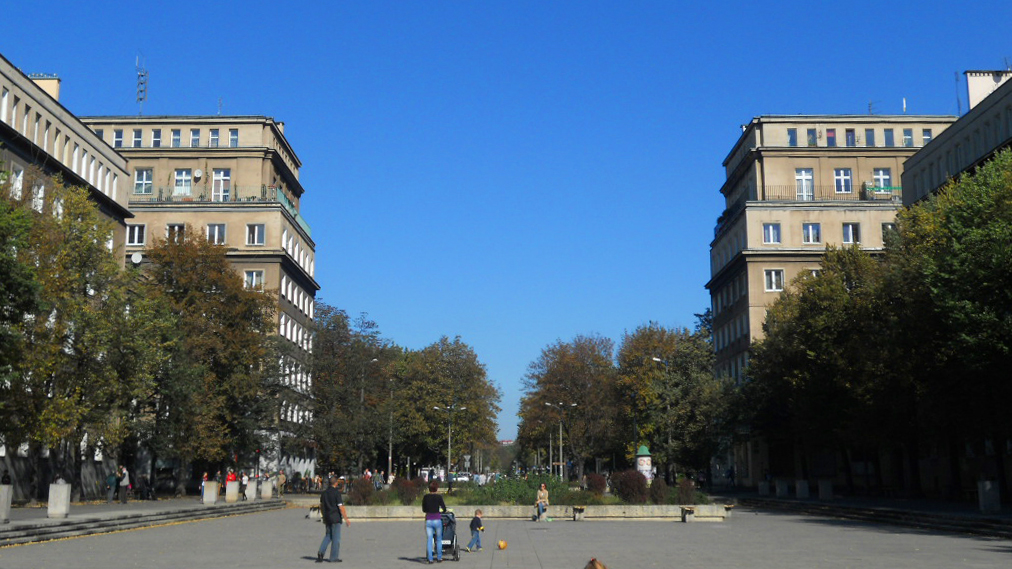
Edifici del centro di Nowa Huta

La dottrina del realismo socialista in Polonia, come in altri paesi della Repubblica Popolare, è stata applicata dal 1949 al 1956. Ha coinvolto tutti i settori dell'arte, ma i suoi risultati più spettacolari sono stati nel campo dell'architettura. Le principali linee guida di questa nuova corrente sono state accuratamente indicate in un documento del 1949 redatto dal Consiglio Nazionale del Partito degli Architetti. L'architettura era un'arma estremamente importante per i creatori di questo nuovo ordine sociale, ed era destinata a contribuire a formare un paese socialista, a modificare la coscienza dei cittadini e la loro visione della vita. In questa grande opera, un ruolo cruciale era svolto dalla figura dell'architetto, che non doveva essere percepito come un semplice ingegnere di strade ed edifici, ma piuttosto come un "ingegnere dell'anima umana". Il progetto di un edificio era molto più che una questione di semplice estetica: doveva esprimere idee sociali, suscitare una sensazione di persistenza e di potenza.
Dal momento che lo stile Rinascimentale era generalmente il più venerato nella vecchia architettura polacca, doveva rappresentare anche la nuova Polonia socialista. Tuttavia, nel tentativo di incorporare i principi del realismo socialista a tale corrente, ci furono piuttosto poche deviazioni introdotte rispetto al modello originale. Uno di questi principi era quello di riflettere più da vicino l'architettura sovietica, portando la maggior parte delle opere verso un mescolamento dei due stili e infine, all'accettazione generale della forma classicista del modello sovietico. Dal 1953, le opinioni critiche riguardo a questo modello di architettura sono state sempre più spesso ascoltate, e la dottrina del realismo socialista in Polonia è stata finalmente abbandonata nel 1956. Attualmente il centro di Nowa Huta è considerato un monumento cittadino, esempio perfetto dell'architettura socialista in Polonia.

## La questione religiosa

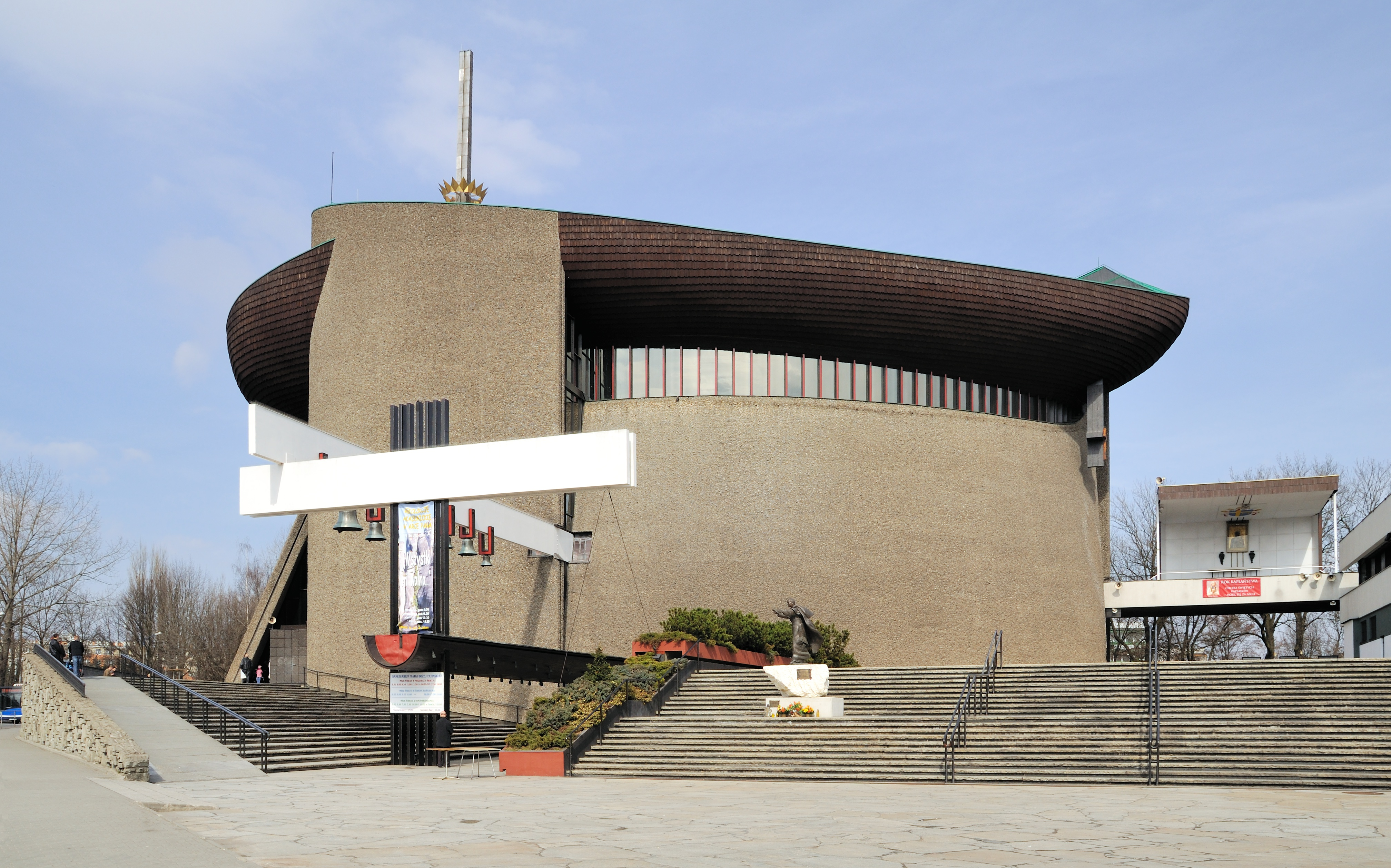
La chiesa Arka Pana, Arca del Signore

Nel progetto originale di Nowa Huta mancava un tipo di costruzione: una chiesa cattolica romana. La campagna pubblica per la promozione della costruzione di tale edificio durò diversi anni. Già nel 1960 gli abitanti di Nowa Huta cominciarono a presentar domanda per costruire una chiesa. In quell'anno combattimenti di strada violenti contro la polizia antisommossa scoppiarono a causa di una croce di legno, eretta senza permesso. La gente del posto era stata sostenuta dall'allora vescovo Karol Wojtyła, futuro Papa Giovanni Paolo II, che iniziò tenendo all'aperto una Messa di mezzanotte la vigilia di Natale del 1959, indipendentemente dal tempo, e che fece sostituire la croce ogni volta che fu rimossa. Nel 1967 il permesso di costruire la chiesa fu concesso e, infine, una chiesa chiamata Arca del Signore fu costruita. Il complesso è stato consacrato da Wojtyła nel 1977. Wojtyła stesso, dopo essere stato eletto papa nel 1978, chiese di poter visitare Nowa Huta durante la sua prima visita nel 1979, ma non gli fu permesso di farlo.